# Traité de Lisbonne (1668)
Pour les articles homonymes, voir Traité de Lisbonne (homonymie).
Le traité de Lisbonne de 1668 est un traité de paix entre le Portugal et l'Espagne conclu à Lisbonne le 13 février 1668 avec la médiation de l'Angleterre  dans lequel l'Espagne reconnaît la souveraineté de la nouvelle dynastie régnante du Portugal, la Maison de Bragance.
La régente d'Espagne, la reine Marie-Anne d'Autriche, seconde épouse du défunt roi Philippe IV, agit au nom de son jeune fils, Charles II et supervise les négociations au nom de l'Espagne.
Le prince-régent du Portugal, Pierre, futur roi Pierre II de Portugal , au nom de son frère frappé d'incapacité, Alphonse VI, représente le Portugal.
La paix est négociée par Édouard Montagu, 1er comte de Sandwich, un ambassadeur de Charles II d'Angleterre.

## Contexte
Après soixante ans sous le règne des rois espagnols, un petit groupe de conspirateurs de Lisbonne se rebelle et le duc de Bragance est proclamé roi de Portugal sous le nom de Jean IV le 1er décembre 1640. Il profite d'une révolte simultanée en Catalogne et du conflit en cours entre l'Espagne et la France. Ainsi commence la guerre de Restauration qui dure 28 ans.
Au début, le Portugal perd plusieurs de ses possessions coloniales lors de la guerre néerlando-portugaise mais réussi à conserver l'Angola, São Tomé ainsi que le Brésil. La force militaire du Portugal est essentiellement réservée à la protection de ses propres frontières contre les incursions espagnoles, mais après 1648, la fin de la guerre de Trente Ans va bouleverser les événements . 
En 1652, la rébellion catalane contre l'Espagne s'effondre puis, en 1659, l'Espagne met fin à sa guerre contre la France, ce qui lui donne les mains libres dans sa lutte face au Portugal. Cependant, le Portugal peut s'appuyer sur la richesse du Brésil et sur l'aide de la France puis de l'Angleterre, alors que les finances de l'Espagne sont en crise.
Une série de succès portugais, avec l'aide d'une expédition anglaise au Portugal (1662-1668), montre que la péninsule Ibérique ne serait pas réunifiée sous la domination espagnole. Le premier a lieu le 8 juin 1663, lorsque le comte de Vila Flor, Sancho Manuel de Vilhena, avec le maréchal Schomberg à ses côtés, défait Juan José d'Autriche, fils illégitime de Philippe IV, à la bataille d'Ameixial avant de reprendre Évora, qui avait été capturée plus tôt cette année-là. Finalement, le 17 juin 1665, António Luís de Menezes et Schomberg remportent une victoire décisive sur une armée espagnole, sous les ordres de Luis de Benavides Carrillo, à la bataille de Montes Claros .
L'Espagne ne réussissant à obtenir aucun avantage et souhaitant réduire ses engagements militaires finit par accepter de renoncer au Portugal. Un traité est préalablement signé entre l'Angleterre et l'Espagne à Madrid en 1667. En conséquence, l'Angleterre sert de médiateur pour le traité de Lisbonne .

## Termes du traité
Les principaux points de l'accord sont les suivants :
- Les Habsbourg d'Espagne reconnaissent la légitimité de la dynastie de Bragance au Portugal. Catherine, duchesse de Bragance (1540-1614), grand-mère de Jean IV de Portugal, est reconnue rétroactivement comme héritière légitime du trône.
- Cessation des hostilités et engagement en faveur d'une paix perpétuelle.
- Restitution mutuelle des lieux pris pendant la guerre, tel qu'Olivence, prise par l'Espagne en 1657, qui est restituée au Portugal.
- La souveraineté portugaise sur ses possessions coloniales est confirmée.
- Ceuta et Hermisende, villes qui ne reconnaissent pas la Maison de Bragance comme nouvelle dynastie régnante, sont cédées à l'Espagne[7].
- Liberté de circulation et de commerce pour les sujets des deux pays[8].
- Amnistie pour les prisonniers faits par les deux camps pendant la guerre.
- Restitution à leurs propriétaires d'origine des propriétés saisies pendant la guerre.
- Le Portugal est libre de former des alliances avec qui il veut.

L'accord est ratifié par le royaume d'Espagne le 23 février 1668 et par le royaume de Portugal le 3 mars de la même année.